# Федорова Вікторія Яківна
Вікто́рія Я́ківна Фе́дорова (англ. Victoria Fyodorova; 18 січня 1946, Москва, СРСР — 5 вересня 2012, Гринвіч, Пенсільванія, США) — радянська й американська акторка, письменниця та сценаристка.

## Біографія
23 лютого 1945 року на офіційному прийомі у наркома закордонних справ СРСР В'ячеслава Молотова на честь річниці Червоної армії 37-річна радянська акторка Зоя Федорова — лауреатка двох Сталінських премій, виконавиця головних ролей у фільмах «Подруги», «Музична історія», «Весілля» та інших популярних картинах — познайомилася з 46-річним заступником голови морської секції військової місії США капітаном Джексоном Тейтем, який прибув до Москви в січні того ж року. Випадкове знайомство швидко переросло в стосунки: 9 травня 1945 року Федорова зачала дитину, тоді ж пообіцявши Тейту назвати її Віктором чи Вікторією (з лат. Перемога). 23 травня 1945 року Зою Федорову, про чий роман з Тейтем, ймовірно, з самого початку були обізнані МДБ і особисто Лаврентій Берія (який раніше симпатизував акторці і безуспішно домагався її прихильності), несподівано відправили на гастролі до Криму. 24 травня Тейт, оголошений радянською владою персоною нон ґрата, отримав припис у найближчі 48 годин покинути межі країни. Протягом наступних 18 років він нічого не знав ні про народження 18 січня 1946 року дочки Вікторії, ні про те, як склалася їх з Зоєю Федоровою подальша доля.
У 1946 році, намагаючись приховати факт народження дитини від іноземця, Зоя Федорова одружилася з композитором Олександром Рязановим, з джаз-квартетом якого виступала на початку 1940-х. 27 грудня того ж року акторку було заарештовано й після попереднього ув'язнення на Луб'янці і в Лефортовській в'язниці, 15 серпня 1947 року засуджено до 25 років таборів посиленого режиму (із заміною на ув'язнення у Владимирській тюрмі), конфіскації майна й заслання для всієї родини «за шпигунство на користь іноземних держав». Під час попереднього утримання у внутрішній в'язниці на Луб'янці Зою Федорову піддавали систематичним тортурам — обливали окропом, били, не давали спати. Дізнавшись про вирок, акторка намагалася повіситися в камері Лефортовського тюремного ізолятора, але самогубству завадили тюремні наглядачі. 20 грудня 1947 року через табори в Потьму Федорова надіслала лист Берії з благанням про порятунок. Реакції на лист не було. Сестру Зої Федорової Олександру було засуджено на довічне заслання з дітьми, сестру Марію — до 10 років виправно-трудових таборів з відбуванням терміну на цегельному заводі у Воркуті (померла до закінчення терміну в 1952 році). З 1947 року Вікторія Федорова жила на засланні в селі Полудино на півночі Казахстану разом з тіткою Олександрою (яку до 9 років вважала рідною матір'ю) та її дітьми Ніною і Юрою. 23 лютого 1955 року — після перегляду справи, повної реабілітації та звільнення Зої Федорової — Вікторія возз'єдналася з матір'ю в Москві.

### Кар'єра
По закінченні школи в 1962 році Вікторія Федорова вступила до студії драматичного мистецтва. Дебютувала у кіно в 1964 році роллю Тані (племінниці професора Корнілова) у фільмі Віталія Аксьонова «Повернута музика». У 1969 році закінчила ВДІК (майстерня Бориса Бібікова і Ольги Пижової). Знялася в кіноповісті Михайла Каліка «До побачення, хлопчики» (за однойменною повістю Бориса Балтера), трагікомедії Олексія Коренєва «Урок літератури» (за оповіданням Вікторії Токарєвої «День без брехні»), класичній екранізації Лева Куліджанова «Злочин і покарання» (за однойменним романом Федора Достоєвського), мелодрамах Михайла Богина «Двоє» і «Про любов», психологічній драмі Федора Філіппова «Розплата» та інших відомих радянських фільмах 1960—1970-х.
З перших ролей робота Федорової в кіно була високо оцінена критикою. 
Згідно з Ельзою Линдіною, яка побачила у Федоровій «печаль очей, яка не розчиняється ні в усмішці, ні в сміху», «особливу, різкувату пластику», «граціозну незграбність» і «вишуканість європейського штибу, рідкісну у наших акторок».
Попри те, що кар'єра Федорової в радянському кіно, яка охопила 10 років (1964—1974) і складалася цілком вдало, в інтерв'ю російсько-американському письменнику Олександру Мінчину в листопаді 1987 року і вперше опублікованому в СРСР три роки потому, сама акторка сказала, що вважає по-справжньому значними лише дві ролі: глухонімої танцюристки Наталки («Двоє») та скульпторки-реставраторки Галини («Про кохання»).

### Особисте життя
У 1967—1973 роках Вікторія Федорова тричі одружувалася: з сином режисера-документаліста Георгія Асатіані — Іраклієм Асатіані (з 1967 по 1969), економістом Сергієм Благоволіним (з 1970 по 1972), кінодраматургом Валентином Єжовим (з 1972 по 1973).
27 березня 1975 року за сприяння професора Університету Коннектикуту Ірини Керк (англ. Irene Kirk), що за власною ініціативою розшукала Тейта в США, Федорова приїхала в Америку, де вперше зустрілася з батьком — до того часу контр-адміралом ВМС США у відставці. Візит радянської акторки в США, її возз'єднання з батьком і сімейна пресконференція, влаштована з цього приводу в Лантані (Флорида) 10 квітня 1975 року, широко висвітлювалися в американських медіа. Оплату всіх витрат, пов'язаних з поїздкою, взяв на себе тижневик National Enquirer, що отримав ексклюзивні права на першу публікацію про приїзд Федорової у США. 7 червня того ж року в Стамфорді (штат Коннектикут), за кілька днів до закінчення терміну дії тримісячної туристичної візи, Федорова одружилася з другим пілотом авіакомпанії Pan American World Airways Фредеріком Річардом Поуі (Пуі, Пой , англ. Frederick Richard Pouy; 1938-2008), з яким познайомилася на прийомі на її честь у Нью-Йорку.
У 1978 році Вікторія Федорова-Поуї отримала американське громадянство. У 1970—1980-х знімалася в епізодичних ролях у кіно і на телебаченні, пробувалася в модельному бізнесі; протягом майже 10 років була обличчям косметичної компанії Beauty Image, представляючи лінію Alexandra de Markoff — зокрема, парфуми Enigma («Таємниця») і крем Countess Isserlyn («Графиня Іссерлин»). У 1990 році розлучилася з Поуї, що після розлучення відсудив сина. Згодом одружилася зі співробітником керівництва пожежного департаменту Джоном П. Дваєром (англ. John P. Dwyer; ?-2014). У співавторстві з Гескелом Френклом (англ. Haskel Frankel) написала автобіографічну книгу «Дочка адмірала» (1979). На титульному аркуші книги присвята: «Моїй любій матусі, чия любов зігрівала мене і в добрі, і в лихі часи, де б я не була — поряд чи далеко від неї, — і котра завжди буде жити в моїй пам'яті».
10 грудня 1981 року Зоя Федорова була вбита в своїй московській квартирі (Кутузовський проспект, буд. 4/2, кв. 243) пострілом у голову. Злочин залишився нерозкритим. Влада СРСР не впустила Вікторію в країну на похорон матері.
Вперше після еміграції в США Вікторія Федорова побувала в Москві в 1988 році. 10 років потому, під час наступного приїзду в Росію в серпні 1998 року, у низці інтерв'ю акторка повідомила про намір продюсувати біографічний фільм про Зою Федорову за сценарієм Едуарда Володарського, а також знятися в головній ролі у російсько-американському фільмі «Пастка», присвяченому «складнощам адаптації російських жінок до багатих американських чоловіків». Жоден із заявлених проєктів не було реалізовано.
У 1990-ті роки Вікторія Федорова відійшла від зйомок у кіно, займаючись підприємництвом, літературою, живописом і художньою керамікою.

### Хвороба і смерть
В останні роки життя акторка жила з чоловіком у власному будинку в містечку Маунт-Поконо в Пенсільванії, довго хворіла (крім раку легенів, у неї була діагностована пухлина головного мозку), рідко з'являлася на публіці і спілкувалася лише з невеликою групою друзів.
5 вересня 2012 року Вікторія Федорова померла від емфіземи легенів у лікарні пенсільванського округу Гринвіч. Виконуючи волю дружини, Джон кремував її тіло і розвіяв прах над горами Поконо.

## Фільмографія
СРСР, Росія (1964—1974, 2003) головна роль
| Рік  |     | Назва                                                      | Роль                            |
| ---- | --- | ---------------------------------------------------------- | ------------------------------- |
| 1964 | ф   | Возвращённая музыка                                        | Таня                            |
| 1964 | ф   | До свидания, мальчики                                      | Женя                            |
| 1964 | ф   | Ноль три                                                   | епізод                          |
| 1965 | кор | Двое                                                       | Наташа Светлова                 |
| 1965 | ф   | Западня                                                    | дівчина на танцях               |
| 1967 | ф   | Они живут рядом                                            | Інга                            |
| 1967 | кор | Осенний этюд                                               | Віка                            |
| 1967 | ф   | Сильные духом                                              | Валя Довгер                     |
| 1968 | ф   | Урок литературы                                            | Лєна                            |
| 1969 | кор | Зинка                                                      | Зінка                           |
| 1969 | ф   | Преступление и наказание                                   | Авдотья Романівна Раскольнікова |
| 1970 | ф   | О любви                                                    | Галина                          |
| 1970 | ф   | Расплата                                                   | Катя Фарина                     |
| 1971 | ф   | Ход белой королевы                                         | Аліса Бабурина                  |
| 1972 | ф   | Вид на проживання                                          | Хіларі Кутасова                 |
| 1973 | ф   | О тех, кого помню и люблю                                  | Рита Меньшикова                 |
| 1974 | ф   | Гнев                                                       | Донка Младенова                 |
| 1974 | кор | Первый снег                                                | епізод                          |
| 2003 | док | Хвост кометы. Встреча с Викторией Фёдоровой фильм-интервью | Вікторія Фьодорова              |

США (1976-1989)
| Рік  |   | Українська назва                                     | Оригінальна назва                 | Роль              |
| ---- | - | ---------------------------------------------------- | --------------------------------- | ----------------- |
| 1976 | з | Медичний центр (серія «Дуже особиста війна»)         | Medical Center A Very Private War | епізод            |
| 1980 | з | Щоденник Юлії                                        | Yulya's Diary                     | Юлія Вознесенська |
| 1985 | ф | Мішень                                               | Target                            | Лізі              |
| 1986 | з | Секретний агент Макгайвер (серія «Внутрішній ворог») | MacGyver The Enemy Within         | Вікторія Томанова |
| 1989 | з | Серцебиття (серія «З Росії з любов'ю»)               | Heartbeat From Russia with Love   | радянська лікарка |

### Книги
- Fyodorova V., Frankel H. The Admiral’s Daughter. — N. Y. : Delacorte Press, 1979. — 372 p. — ISBN 0-440-00366-0.
- Фёдорова В., Фрэнкл Г. Дочь адмирала : док. повесть / пер. с англ. Г. А. Шахова. — Смоленск : Русич, 1997. — 475 с. — (Женщина-миф). — ISBN 5-88590-531-2.

### Інтерв'ю
- Лазебников А. Две Фёдоровы — два интервью // Советский экран. — 1965. — № 15. — С. 15. — На 1-й с. обл. — портрет Виктории Фёдоровой работы А. А. Князева.
- Мой ровесник и современник : В ожидании реальной героини / Виктория Фёдорова // Огонёк. — 1971. — № 17. — С. 21—22. — Беседу вела Наталья Алексеева.
- Минчин, Александр. Тепло ли нам дома? : Интервью с Викторией Фёдоровой // Огонёк. — 1990. — № 42. — С. 22—26.

### Про Вікторію Федорову
Книги
- Володарский Э. Я. Русская, или Преступление без наказания : роман. — Фора-Фильм, 1995. — 528 с. — ISBN 5-87592-015-7.

Статті, очерки
- Дёмин В. П. Виктория Фёдорова // Актёры советского кино / ред.-сост. А. М. Сандлер. — М. : Искусство, 1968. — Вып. 9. — С. 226—240.
- Богин М. С. Виктория Фёдорова // Советский экран. — 1974. — № 6. — С. 9. — На 1-й с. обл. — портрет Виктории Фёдоровой работы В. Ф. Плотникова.
- Лындина, Эльга. Две Фёдоровы // Советский экран. — 1990. — № 3. — С. 7.
- Грашин, Николай. История одной любви // Второй паспорт. — 2002. — № 2.